# Västra Grekland

Lägeskarta.

Västra Grekland är en av Greklands tretton regioner. Regionen uppdelas i de tre prefekturerna Achaia, Aitolien och Akarnanien samt Nomós Ileías.